# دوري جنوب إفريقيا الممتاز 2023–24
دوري جنوب إفريقيا الممتاز 2023–24 هو الموسم الثامن والعشرون على التوالي من الدوري الجنوب إفريقي الممتاز. تم تمديد الموسم من 4 أغسطس 2023 إلى 25 مايو 2024. نجح ماميلودي صن داونز في الدفاع عن اللقب السابع على التوالي بنجاح بعد فوزه باللقب من موسم 2017-2018، مع تبقي 6 مباريات.
احتل فريق كايزر تشيفز، الذي فاز باللقب أربع مرات، المركز العاشر، وهو أدنى مركز له على الإطلاق طيلة حِقبة دوري كرة القدم للمحترفين (PSL [الإنجليزية]).

## الفرق

### تغييرات الفريق
تمت ترقيته إلى الدوري الممتاز في جنوب إفريقيا 2023-24
• نادي بولوكوان سيتي [الإنجليزية].
• كيب تاون سبرز.
هبط إلى الدرجة الأولى الوطنية 2023-24 [الإنجليزية]
• مارومو غالانتس.
• نادي دوربان سيتي [الإنجليزية].